# Máslovická stráň
Přírodní rezervace Máslovická stráň leží ve středočeském kraji okresu Praha-východ, na pravém břehu řeky Vltavy, mezi obcemi Máslovice a Vodochody a přes řeku u města Libčice nad Vltavou. Předmětem ochrany této přírodní rezervace vyhlášené roce 1999 jsou série skalních výchozů a fragmentů skalní stepi s výskytem chráněných a ohrožených druhů rostlin a živočichů, lučních a lesních biotopů.

## Lokalita

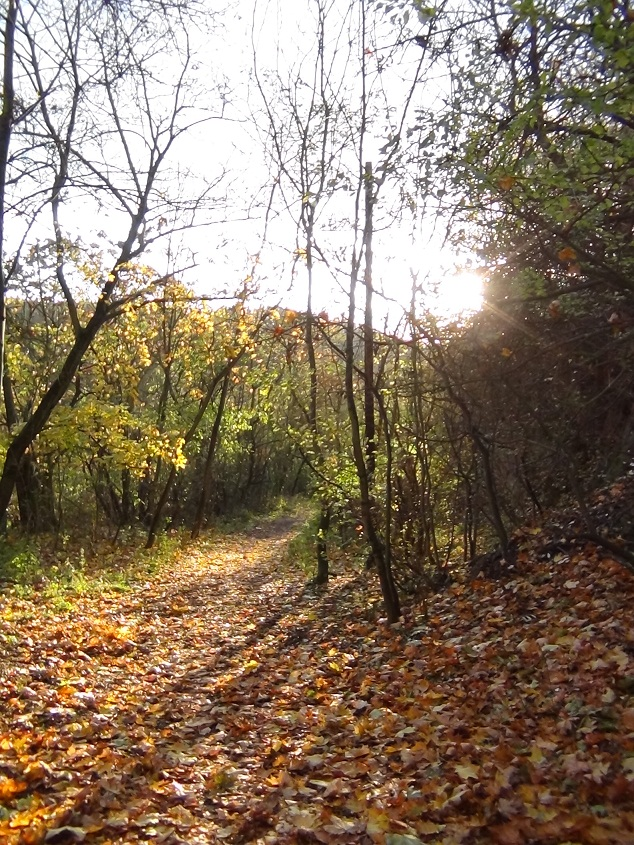
Máslovická stráň

Chráněné území o rozloze 27,25 hektarů zaujímá zalesněný jižní svah, pod nímž leží údolí Máslovického potoka v délce 2 km od skály nad Vltavou až po okraj obce Vodochody. Na tomto území se nachází Dolský rybník, odkud pramení Máslovický potok, který následně teče kolem Dolského mlýna a vlévá se do Vltavy. Dále se zde nacházejí 4 ha vinic patřící k Výzkumnému ústavu včelařskému v Dole (založen v roce 1919), přívoz doložený již v roce 1515, starý kamenolom a tuhová štola. V roce 2003 byla otevřená naučná stezka procházející Máslovickou strání v délce 1,2 km.

## Historie
Archeologické průzkumy dokazují vliv člověka již po dobu 5000 let, tedy od počátku neolitu. Slovanské národy jsou nepřetržitě doloženi na tomto území od 9. století př. n. l. Před nimi toto území osídlovali např. Keltské národy.
Území tedy bylo již od mladší doby kamenné zemědělsky využíváno a to především pastvou koz a ovcí. Krajina byla tehdy odlesněná, často se zde zakládaly požáry, které měly spolu s pastvou a dalšími činnostmi (lov zvěře, sběr hub, odběr přírodního steliva pro dobytek, sběr paliva, rybaření, sběr kamene a hlíny) vliv na utváření ekosystému. Dnes spíše zalesněné území bylo převážně travnaté, v dávné minulost byly svahy dokonce pokryty vinicemi. Pozitivní vliv člověka měly v minulosti vodohospodářské úpravy, které spočívají v úpravách toků a vytváření rybníků, čímž se mimo jiné zvyšovala místní biodiverzita. Zachovalý je i jeden ze dvou mlýnů doložený v pozemkové knize roku 1298.

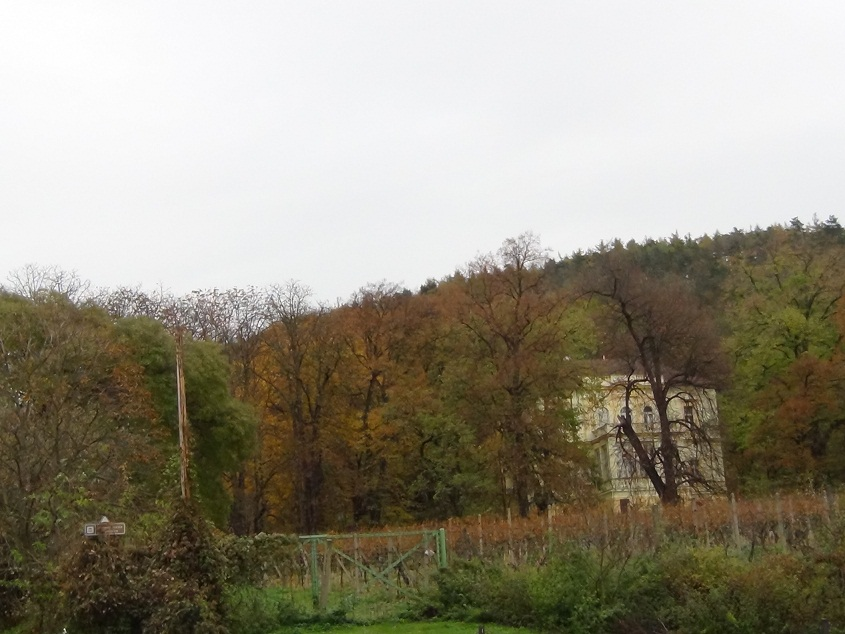
Výzkumný ústav včelařský v Dole a přilehlé vinice

Od konce 19. století dochází k omezení pastvy, zabránění eroze a výsadbě lesů. Na přelomu 19. a 20. století dochází k zalesnění díky rodině Grégrových. Julius Grégr (politik 2. poloviny 19. století, majitel, vydavatel a odpovědný redaktor Národních listů, majitel Dolského mlýna a letního sídla v jeho blízkosti) významně zasáhl do vzhledu krajiny vysazením ovocného sadu a 1,5 ha terasovaných vinic, které obsahují sazenice z lobkovického vinařství v Dolních Beřkovicích a dokonce i z Francie. Za svou vilou nechal na stráních vysázet duby, javory, černé borovice, jedle, habry, břízy, buky, smrky, modříny, ale také trnovník akát a zasloužil se tak o zdravý smíšený les, který je zde zachován dodnes.

## Přírodní poměry

### Geologie

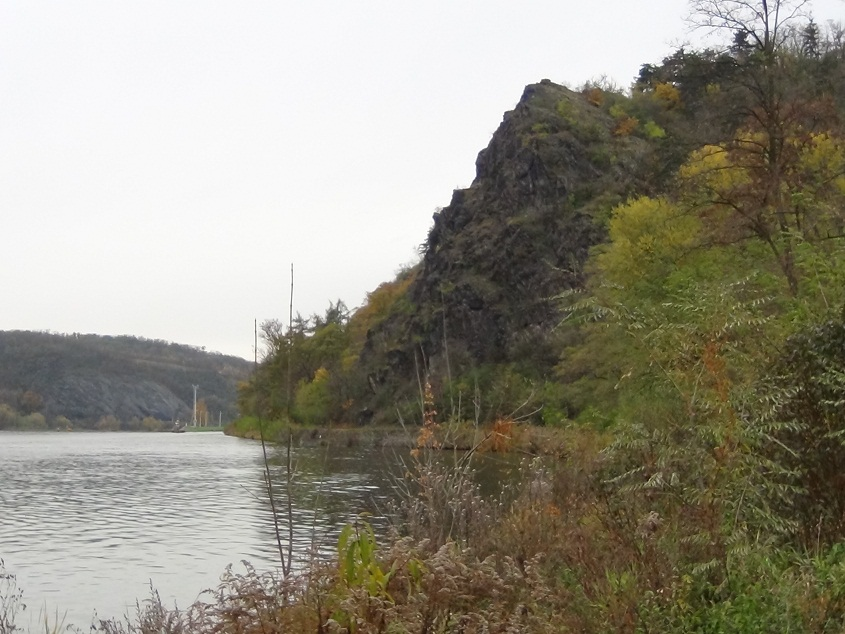
Libčická skála

V horní části Máslovického údolí, přímo ve Vodochodech, vystupuje vyvřelina žulové povahy z období paleozoika. Na četných místech tu zpod podloží proterozoických hornin pronikají vyvřelinové žíly, hlavně žulových a dioritových porfyrů (především ve vltavském údolí, na libčické skále a v bočních údolích, včetně údolí máslovického). Vyvřelinové žíly doprovází magmatické těleso, pro něž byl zaveden název dolnovltavský pluton, který se dostává na povrch právě již zmíněným žulovým výchozem ve Vodochodech. Na západním okraji vodochod vstupují skalky výlevné vyvřeliny – spilitu,také z období paleozoika. V dolní části údolí, se po pravé straně nachází starý kamenolom, který je již v současnosti opuštěný a zarostlý vegetací. Vystupují v něm proterozoické sedimenty, droby a břidlice, a výše je v nich čočka buližníku. V době kdy byl kamenolom odkryt, ho geologové zvolili za typovou lokalitu celého středočeského proterozoika. Od ústí Máslovického údolí směrem k Dolánkám se objevují spolu se spility i břidlice obsahující hodně černé grafitické hmoty a také pyritu. Obsah grafitické hmoty v břidlicích kdysi vedl k falešné domněnce, že by se tu mohlo narazit na uhelnou sloj, či ložisko grafitu. Jako důkaz můžeme nalézt v tomto místě krátkou průzkumnou štolku.
Na protějším břehu Vltavy se nachází Libčická skála vysoká přes 30 m na jejímž vrcholu se nacházejí zbytky zříceniny hradu Liběhrad. Ve skále vybíhají tři vyvřelé horniny: tmavozelený proterozoický spilit, který je proražen mohutnou žílou světle šedého jemnozrnného masivního žulového porfyru a obě tyto horniny pak prostupuje asi 1 m mocná, šikmo probíhající žíla horniny bohaté tmavou slídou – biotitem.

### Flora
Území PR je většinou zalesněné, převládá zde nevhodný porost borovice černé (Pinus nigra) a akátu (Robinia pseudoacacia), dále se zde vyskytuje např. borovice lesní (Pinus sylvestris), javor mléč (Acer platanoides), jasan ztepilý (Fraxinus excelsior), hloh (Crataegus sp.) aj. Nepůvodní dřeviny blízko Výzkumného ústavu včelařského jsou např. zlatice obecná (Forsythia europia), pámelník poříční (Symphoricarpos rivularis) aj.Z podrostu těchto suťových lesů a tolitových doubrav lze zmínit bršlice kozí noha (Aegopodium podagraria), kakost smrdutý (Geranium robertianum), orsej jarní (Fiacria bulbifera), kuklík městský (Geum urbanum) aj.

### Fauna
Na území přírodní rezervace nenajdeme žádný endemitní druh. Co se týče obratlovců, najdeme v PR některé plazy, např. ještěrku obecnou (Lacerta agilis), užovku hladkou (Coronella austriaca) a v údolní nivě užovku obojkovou (Natrix natrix).
Ze savců jsou zastoupeny všechny běžnější druhy, např. kuna skalní (Martes foina), zajíc polní (Lepus europaeus), liška obecná (Vulpes vulpes), veverka obecná (Sciurus vulgaris) aj. Najdeme zde i vzácnější druhy jako je např. plšík lískový (Muscardinus avellanarius), netopýr velký (Myotis myotis) či netopýr ušatý (Plecotus aureus). 
Z ptáků zmiňme např. budníčka menšího (Phylloscopus collybita), datla černého (Dryocopus martius), káně lesní (Buteo buteo) aj. Ze vzácnějších druhů zde nalezneme např. strakapouda malého (Dendrocopos minor), výra velkého (Bubo bubo), sýkoru parukářku (Parus cristatus), ledňáčka říčního (Alcedo atthis) a ojediněle i lelka lesního (Caprimulgus europaeus), sýčka obecného (Athene noctua), strakapouda jižního (Dendrocopus syriacus) a žluvu hajní (Oriolus obolus). 
Z bezobratlých lze uvést několik zástupců stepních druhů měkkýšů, např. trojzubky stepní (Chondrula trident), páskovky keřové (Capaea hortensis) nebo páskovky žíhané (Capaea vindobonensis). Z třídy hmyzu se zde vyskytuje vzácný lišaj pryšcový (Celerio euphorbiae), dále střevlíci, sarančata aj. součástí jsou i chránění čmeláci (r. Bombus).

## Ochrana

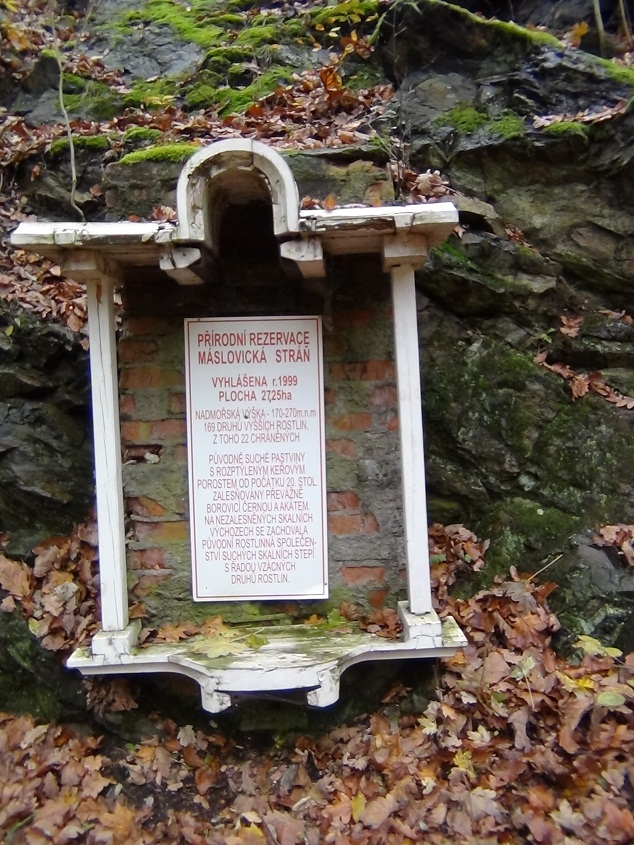
PR Máslovická stráň

Předmětem ochrany zvláště chráněného území jsou především skalní stepi, suché louky a lesostepi na stráních a skalních výchozech, spolu s význačnými zástupci teplomilné stepní a lesostepní flory a fauny. Dále dochovaný krajinný ráz s typickým reliéfem, geologický a geomorfologický fenomén. Dosavadní zásahy mezi lety 1985 až 1999 lze zhodnotit jako ojedinělé, kdy se eliminovala sukcese a byly posíleny populace některých živočichů. Významnější druhy, jako např. otakárek ovocný, získaly i programy reintrodukcí a posílení. Mezi roky 1999 až 2004 se prováděly plošně rozsáhlejší zásahy, spočívající ve vymýcení trnovníku akátu, pajasanu žláznatého, javoru jasanolistého a invazivních bylin jako např. křídlatky sachalinské.
Dále probíhala redukce rozsáhlejších keřových partií (ptačí zob, bez černý, růže šípková, ostružiník, janovec metlatý, akát, hlohy aj.). Díky těmto zásahům se zachovala a dále se mohla vyvíjet teplomilná společenstva. V roce 1999 bylo území PR zákonným způsobem označeno pásovým značením. Dlouhodobější cíle se týkají zachováni a rozšíření stávajících skalních stepí a lesostepí, či obnova tam, kde již zanikly, nebo zanikají, rekonstrukce lesů (hlavně nasazováním pestré skladby dřevin), vyšší věková i prostorová struktura lesních porostů, zavlečení stepních druhů organismů, které zde byly dříve zastoupeny. Provádění mimo biomonitoringu i monitoring abiotického poškozování, aby byl zjištěn případný vliv okolní průmyslové výroby (Kaučuk Kralupy, Spolana Neratovice), letecké a lodní dopravy. Vstup veřejnosti by neměl narušovat nejcennější plochy.